# Pseudomys australis
Pseudomys australis és una espècie de mamífer rosegador de la família dels múrids. És endèmic d'Austràlia. Es tracta d'un animal nocturn que s'alimenta principalment de llavors, però també d'invertebrats i de les parts verdes de les plantes. El seu hàbitat natural són els deserts pavimentats. Està amenaçat pel sobrepasturatge. El seu nom específic, australis, significa ‘austral’ en llatí.